# Immer noch derselbe Himmel
Immer noch derselbe Himmel ist ein Lied aus dem Musiktheaterstück Die Kinder der toten Stadt, das zunächst durch die deutsche Popsängerin Jade Schulz interpretiert wurde und später als Single im Duett mit dem deutschen Synthie-Pop-Sänger Peter Heppner veröffentlicht wurde.

## Entstehung und Artwork
Geschrieben wurde das Lied gemeinsam von dem Liedtexter Thomas Auerswald und dem Komponisten Lars Hesse. Letzterer zeichnete zudem auch für die Produktion des Stückes verantwortlich, während Hesse zusätzlich für die Programmierung zuständig war. Die Abmischung sowie das Mastering erfolgten durch David Janus. Die Aufnahmen wurden unter der Leitung der Tonmeister Ulrich Bannenberg und Maurice Stute getätigt. Alle Produktionsschritte entstanden in den Paderborner Lava Studios. Immer noch derselbe Himmel wurde unter dem Musiklabel LAVA Jam veröffentlicht und durch EMI Music Publishing sowie Sony/ATV Music Publishing vertrieben.
Auf dem Cover der Maxi-Single sind – neben Künstlernamen und Liedtitel – die drei Interpreten und Interpretinnen der darauf enthaltenen Lieder zu sehen. Das Cover teilt sich in vier gleich große Quadrate. In der linken oberen Ecke ist ein Porträt von Peter Heppner zu sehen, in der oberen linken Ecke eins von Jade Schulz sowie in der linken unteren Ecke ein Porträt von Michael Schulte. Die Porträtaufnahmen entstanden während den Gesangsaufnahmen und sind alle in schwarz-weiß gehalten. In der rechten unteren Ecke befinden sich die Künstlernamen und Liedtitel in weißer Aufschrift vor einem roten Hintergrund. Direkt darunter findet sich ebenfalls der Schriftzug des Projektes „Die Kinder der toten Stadt“ wieder.

## Veröffentlichung und Promotion
Die Erstveröffentlichung von Immer noch derselbe Himmel erfolgte – in einer Soloversion von Jade Schulz – als Teil des Musiktheaterstücks Die Kinder der toten Stadt am 22. Juni 2018. Die Veröffentlichung einer Maxi-Single folgte rund fünf Monate später am 9. November 2018. Die Single erschien als Doppel-A-Single zum Download mit der zweiten A-Seite Allein. Das Lied Allein stammt nicht von Heppner und Schulz, sondern wird durch Michael Schulte interpretiert. Auf der Single sind sowohl die Albumversionen sowie auch die Singleversionen beider Lieder zu finden. Bei der Albumversion zu Immer noch derselbe Himmel handelt es sich um die Soloversion von Schulz, bei der Singleversion um das Duett von Heppner und Schulz.
Um die Single zu bewerben, warb das Projekt beinahe täglich für das Stück auf ihren diversen Social-Media-Kanälen. Erstmals wurde am 22. Oktober 2018 bekannt gegeben, dass Immer noch derselbe Himmel als Single erscheinen wird. Hierzu wurde auch ein Snippet zu dem Stück veröffentlicht. Einen Tag vor der Single-Veröffentlichung wurde auf dem YouTube-Kanal des Projektes eine Liveversion veröffentlicht, die während einer Informationsveranstaltung von der Paderborner Sängerin Denise Socaciu gesungen wurde.

## Hintergrund
Immer noch derselbe Himmel ist Teil des Musiktheaterstücks Die Kinder der toten Stadt, eine allegorische Erzählung von den gefangenen Kindern von Theresienstadt, ihrem Leben dort und ihrer Ermordung in den NS-Todeslagern. Die wahre Begebenheit, die dem Stück zugrunde liegt, basiert auf den letzten Tagen des Komponisten Hans Krása, der 1942 nach Theresienstadt gebracht wurde und dort den Befehl erhielt, seine Kinderoper Brundibár mit den gefangenen Kindern einzustudieren und aufzuführen. Zum einen täuschte man mit kulturellen Ereignissen in der Stadt ausländischen Beobachtern vor, dass es der jüdischen Stadtbevölkerung gut ginge und es ihr an nichts fehle. Zum anderen plante man eine Dokumentation über das Leben in Theresienstadt, um diesen Eindruck auch mit Hilfe des Mediums Film zu vermitteln. Nach den Aufnahmen für den Propagandafilm, der neben vielen Szenen eines vorgeblich angenehmen Lebens in Theresienstadt die Aufführung der Kinderoper und andere musikalische Darbietungen in Szene setzte, wurden fast alle Mitwirkenden ermordet: die Kinder, der Komponist und auch der Spielleiter der Filmdokumentation, Kurt Gerron.
Das Stück findet sich im Zweiten von fünf Akten wieder. In diesem wird der Komponist zum Kommandanten zitiert. Der Kommandant gibt „pantomimisch“ seine „brutalen“ Befehle. Der Komponist interpretiert sie allerdings so, wie er sie verstehen möchte: als Hoffnung. Die Befehle sagen ihm, er soll die Kinder des Lagers für die Aufführung einer Oper anleiten, die man für eine Filmdokumentation über das „angenehme Leben“ im Lager aufnehmen möchte. Der Kommandant gibt dem Komponisten sieben Tage Zeit. Der Komponist verlässt das Büro und berichtet seiner Frau davon. Seine Frau unterstützt ihn in der Annahme, damit vielleicht die Kinder zu retten. Doch später gesteht sie sich selbst ein, dass sie Angst davor hat, so viel realistischer zu sein als ihr Mann.
Nachdem das Stück zunächst ausschließlich auf dem Album des Musiktheaterstücks zu finden war, entschloss man sich zur Veröffentlichung einer Single zum 80-jährigen Gedenktag der Novemberpogrome 1938 und dem damit verbundenen unsäglichen Leid aller Menschen, die nach den Nürnberger Gesetzen als Juden galten.

## Inhalt
Der Liedtext zu Immer noch derselbe Himmel ist in deutscher Sprache verfasst. Die Musik wurde von Lars Hesse komponiert, der Text von Thomas Auerswald geschrieben. Musikalisch bewegt sich das Lied im Bereich der Popmusik. Das Tempo beträgt 120 Schläge pro Minute. Inhaltlich soll das Stück die Menschen daran erinnern, dass die Welt seit der Zeit des Nationalsozialismus und der dort stattgefundenen Judenfeindlichkeit nicht mehr dieselbe sei und die Menschheit mahnen, dass so etwas nie wieder passiere.
Das Lied beginnt mit der ersten Strophe, die von Heppner gesungen wird. Auf die erste Strophe folgt eine Bridge sowie erstmals der Refrain, die beide von Heppner und Schulz im Duett gesungen werden. Die zweite Strophe wird von Schulze gesungen. Auf die zweite Strophe folgt erneut die gemeinsame Bridge sowie der Refrain, der zum Abschluss zweimal – mit einer kurzen Pause dazwischen – von den beiden Interpreten gesungen wird.

„Wie ein Meer voller Sterne in der Nacht.

Doch wenn einmal in hundert Jahren.

Ein Mensch hier seinen Blick erhebt.
Ist es für ihn immer noch derselbe Himmel.

Ist es für ihn immer noch das große Zelt.

Ist es für uns immer noch dieselbe Erde.

Doch niemals wird es wieder dieselbe Welt.“

## Musikvideo
Anlässlich des 74. Jahrestags des Kriegsendes und des Tags der Befreiung Theresienstadts, feierte am 7. Mai 2019 das offizielle Musikvideo zu Immer noch derselbe Himmel auf YouTube seine Premiere. Das Musikvideo wurde in schwarz-weiß gedreht und zeigt größtenteils Heppner sowie Schulz während den Gesangsaufnahmen aus dem Tonstudio, Heppner sieht man hierbei alleine und Schulz mit Band. Zwischendurch sind immer wieder kurze Naturimpressionen zu sehen. Die Gesamtlänge des Videos beträgt 4:25 Minuten. Regie führte Dariusz Pfeifer, als Second Unit fungierte Anika Auerswald.
Bereits einen Tag vor der Veröffentlichung der Single wurde auf dem offiziellen YouTube-Kanal des Musiktheaterstücks ein Video mit dem Lied hochgeladen, in dem jedoch nur das Coverbild sowie die Gesichter von Peter Heppner, Jade Schulz und Michael Schulte zu sehen sind.

## Mitwirkende
| Liedproduktion - Thomas Auerswald: Liedtexter - Ulrich Bannenberg: Tonmeister - Peter Heppner: Gesang - Lars Hesse: Komponist, Musikproduzent, Programmierung - David Janus: Abmischung, Mastering - Jade Schulz: Gesang - Maurice Stute: Tonmeister | Musikvideo - Anika Auerswald: Second Unit - Dariusz Pfeifer: Filmeditor, Kameramann, Regisseur Unternehmen - EMI Music Publishing: Vertrieb - LAVA Jam: Musiklabel - Lava Studios: Tonstudio - Sony/ATV Music Publishing: Vertrieb |